# Isaac Jiménez Serrano
Isaac Jiménez Serrano (Albacete, España, 11 de septiembre de 1962) es un exjugador español de fútbol y actual entrenador. Su posición natural era extremo derecho. Además en su tiempo libre es colaborador de la Cadena SER.

## Biografía
Isaac Jiménez Serrano comenzó a jugar al fútbol en el Colegio de los Salesianos de Albacete, desde donde pasó primero al Albacete Juvenil y posteriormente al Albacete Balompié, club en el que debutó en la temporada 1978/79 y donde permaneció hasta la temporada 1979/80, cuando se marchó al Real Madrid Castilla, equipo en el que jugó en las temporadas 1980/81, 1981/82, temporada en la cual debutó en Primera División con el Real Madrid en un partido en Castellón que jugaron los juveniles y jugadores del Real Madrid Castilla por una huelga de futbolistas.
Tras hacer el servicio militar, y jugar unos meses en el Getafe Deportivo, pasó a jugar en el Lorca Deportiva (1983/84) donde ascendió a Segunda División, y volvió al Albacete Balompié, equipo en el que volvió a ascender a la categoría de plata y en el que estuvo las temporadas 1984/85 y 1985/86). Luego jugó en el Gandía CF, UD Marbella, Olímpic Xátiva, CD Mensajero, y CD Valdepeñas, para retirarse del fútbol activo en la AD Campillo de Altobuey.
Como entrenador, ha sido segundo técnico del Albacete Balompié en las temporadas 96-97 y 97-98. Ha entrenado al Belmonte CF, al Atlético Jareño y al La Gineta CF de la Primera División Preferente de Castilla-La Mancha. Actualmente desempeña labores de representación de la Federación de Fútbol de Castilla-La Mancha, así como dirección y coordinación de los distintos cursos de técnico deportivo y diversas categorías del fútbol base federativo.
Como curiosidad, es el jugador más joven en debutar con la camiseta del Albacete Balompié, lo hizo en la temporada 1978/79, cuando acababa de cumplir los dieciséis años. En la temporada 2016-17 es entrenador del nuevo Hellín deportivo, en categoría 2°regional de Castilla-La Mancha.
- Datos: Q5858043